# Long Lake (hrabstwo Florence)
Long Lake – miasto w Stanach Zjednoczonych, w stanie Wisconsin, w hrabstwie Florence.